# Lytechinus variegatus
Oursin variable, Oursin vert, Oursin multicolore
Espèce
Lytechinus variegatus, l’Oursin variable, l’Oursin vert ou l’Oursin multicolore, est une espèce d’oursins tropicaux de la famille des Toxopneustidae.

## Répartition et habitat
Lytechinus variegatus se rencontre principalement dans la mer des Caraïbes, des Bermudes au Brésil.
Cet oursin vit à faible profondeur, dans les lagons coralliens calmes, les mangroves, les herbiers ou les fonds sableux. Il affectionne tout particulièrement les herbiers d'« herbe à tortue » (Thalassia testudinum), et fuit les eaux turbides. Il vit de la surface à 50 m de profondeur, et occasionnellement plus profond (au moins jusqu'à 250 m).

## Description
C'est un gros oursin régulier de forme arrondie et légèrement aplatie (à l'âge adulte), pouvant dépasser 10 cm de diamètre pour 5 cm de hauteur. Ses radioles (piquants) pointues sont nombreuses, épaisses, densément réparties mais courtes (1-2 cm). Elles sont réparties à la surface du test (coquille) en cinq doubles sections, alternées d'intervalles presque nus et de couleur claire (les « aires ambulacraires », où se situent les podia). Les radioles sont généralement verdâtre ou brunâtres, mais leur couleur est très variable suivant les individus (blanc, violet, rose, orange, rouge...). La couleur générale de l'animal est souvent blanchâtre ou verdâtre, avec des radioles colorant plus ou moins les zones interambulacraires.
La plupart des autorités scientifiques de classification s'accordent à distinguer deux sous-espèces : Lytechinus variegatus carolinus (Agassiz) et Lytechinus variegatus variegatus (Lamarck),,. L. v. carolinus est présent en Floride (et parfois jusqu'en Caroline) et généralement plus coloré (rose, rouge, violet).
Cet oursin peut être confondu avec son proche cousin l'« oursin joyau » Lytechinus williamsi, qui est cependant plus petit et pourvu de pédicellaires violet sombre très visibles.

## Écologie et comportement
C'est un oursin principalement herbivore, qui se nourrit d'algues et d'herbes marines (surtout l'« herbe à tortue » Thalassia testudinum). Son régime peut cependant être plus omnivore si besoin, l'oursin pouvant brouter une grande diversité d'aliments à l'aide de sa mâchoire solide (la « lanterne d'Aristote »). Pendant la journée, il se recouvre souvent de graviers et de débris d'algues ou de corail pour se camoufler, ce qui le rend difficile à voir et augmente les chances de marcher dessus.
La reproduction est gonochorique, et mâles et femelles relâchent leurs gamètes en même temps en pleine eau, où œufs puis larves vont évoluer parmi le plancton pendant quelques semaines avant de se fixer.

## L'oursin variable et l'Homme
Comme tous les oursins vivant à proximité de la surface, l'oursin variable est souvent responsables de vives douleurs quand un baigneur marche dessus par inadvertance : ses épines ont tendance à se casser dans la plaie, ce qui les rend presque impossibles à enlever entièrement. Heureusement, il n'est pas venimeux, et ne présente pas de grand danger si la plaie est correctement désinfectée : le corps dissoudra les morceaux de silice en quelques semaines.
Cet oursin est comestible, et consommé aux Antilles en « blaff d'oursins ». Il est également consommé au Venezuela, où existent des élevages.

## Liste des sous-espèces
Selon GBIF (12 août 2023) :
- Lytechinus variegatus carolinus A.Agassiz, 1863
- Lytechinus variegatus pallidus H.L.Clark, 1925
- Lytechinus variegatus plurituberculatus Kier, 1963
- Lytechinus variegatus variegatus (Lamarck, 1816)

## Systématique
Le nom valide complet (avec auteur) de ce taxon est Lytechinus variegatus (Lamarck, 1816).
L'espèce a été initialement classée dans le genre Echinus sous le protonyme Echinus variegatus Lamarck, 1816.
Lytechinus variegatus a pour synonymes :
- Anapesus blainvillei (Des Moulins, 1837)
- Echinus blainvillei Des Moulins, 1837
- Echinus excavatus Blainville, 1825
- Echinus variegatus Lamarck, 1816
- Lytechinus excavatus (Blainville, 1825)
- Lytechinus thieryi Koehler, 1927
- Lytechinus thieryi Koehler, 1927
- Psammechinus excavatus (Blainville, 1825)
- Psammechinus variegatus (Lamarck, 1816)
- Psilechinus variegatus (Lamarck, 1816)
- Schizechinus excavatus (Blainville, 1825)
- Schizechinus variegatus (Lamarck, 1816)
- Toxopneustes atlanticus (A.Agassiz, 1863)
- Toxopneustes variegatus (Lamarck, 1816)